# Prataprao Jadhav
Prataprao Ganpatrao Jadhav (Marathi प्रतापराव गणपतराव जाधव, Hindi प्रतापराव गणपतराव जाधव; * 25. November 1960 in Mekhar, Maharashtra) ist ein indischer Politiker und Geschäftsmann, er ist seit 2024 Staatsminister für Ayurveda, Yoga, Unani, Siddhi und Homöopathie (AYUSH) im Kabinett Modi III. Er vertritt den Distrikt Buldhana, den er seit 1995 viermal hintereinander gewinnen konnte, und ist Mitglied der Shiv Sena (SS). Bei den 15. Lok-Sabha-Wahlen besiegte er Rajendra Shingne von der Nationalist Congress Party. Er ist Vorsitzender der Sharangdhar Sugar Mills.

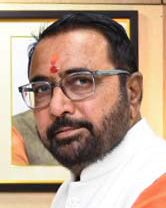
Prataprao Jadhav (2024)